# Da sprach der alte Häuptling
Da sprach der alte Häuptling ist ein Lied des US-amerikanischen Schlagersängers Gus Backus. Das Stück erschien als Teil von Backus’ zweiter EP Wooden Heart (Muss i denn, muss i denn zum Städtele hinaus). International ist das Stück auch als Said the Old Indian Chief bekannt.

## Entstehung
Geschrieben wurde das Lied vom deutschen Komponisten Werner Scharfenberger und dem österreichischen Autor Peter Wehle. Für den US-amerikanischen Markt wurde der Titel mit Said the Old Indian Chief übersetzt, wobei der Liedtext allerdings deutschsprachig blieb. Produziert wurde er vom deutschen Musikproduzenten Gerhard Mendelson. Die musikalische Begleitung erfolgte durch das Orchester Werner Scharfenberger, unter der Leitung von Scharfenberger.

## Veröffentlichung und Promotion
Die Erstveröffentlichung von Da sprach der alte Häuptling erfolgte als B-Seite von Wooden Heart (Muss i denn, muss i denn zum Städtele hinaus) im November 1960 (Katalognummer: Polydor 24 403). Das Lied erschien durch das Musiklabel Polydor, das sich zugleich für den Vertrieb zuständig zeigte. Verlegt wurde es durch den Atlas-Musikverlag und den Schneider Hermann Bühnen-Musikalienverlag, als Subverlag trat der Neue Welt Musikverlag in Erscheinung.
Im Folgejahr erschien das Lied als Teil von Gus Backus’ zweiter EP Wooden Heart (Muss i denn, muss i denn zum Städtele hinaus) (Polydor 21 326 EPH) sowie dem Labelsampler Die Polydor Schlager-Rakete (Polydor E 76 526). Im gleichen Jahr erschien auch eine Split-EP mit Ivo Robić, auf der das Lied ebenfalls zu hören ist (Atlas 4211). Am 12. Juni 1961 wurde die Single zu Wooden Heart in den Vereinigten Staaten veröffentlicht (Fono-Graf FG-1234). Wie das deutsche Pendant, verfügt diese über die B-Seite Da sprach der alte Häuptling, allerdings mit der englischsprachigen Titelbezeichnung Said the Old Indian Chief. 1963 erschien das Lied als Teil von Seine großen Erfolge (Polydor 46 768), der ersten Kompilation von Backus. Am 3. August 1981 erschien Da sprach der alte Häuptling als Promo-Single mit der Doppel-A-Seite Bohnen in die Ohren (Polydor 2043 320). Diese erschien im Zuge der 2-Super-Oldies-Reihe. Für sein neuntes Studioalbum Hör’ doch auf Dein Herz, welches am 16. April 2014 erschien, nahm Backus das Lied neu auf.
Im Jahr 1961 war Da sprach der alte Häuptling Teil der Soundtracks zu den deutschen Schlager- und Heimatfilmen Schön ist die Liebe am Königssee von Hans Albin und Adieu, Lebewohl, Goodbye von Paul Martin, in denen Backus Gastauftritte als Sänger hat. Am 14. Oktober 1972 trat Backus mit dem Lied unter anderem in der ZDF-Musikshow disco auf. Am 31. Dezember 2008 erfolgte der Auftritt im Silvesterstadl, wo Backus ein Medley präsentierte.

## Inhalt
| „Da sprach der alte Häuptling der Indianer, wild ist der Westen, schwer ist der Beruf (uf). Da sprach der alte Häuptling der Indianer, wild ist der Westen, schwer ist der Beruf (uf, uf, uf).“ – Refrain, Originalauszug | Der Liedtext zu Da sprach der alte Häuptling ist in deutscher Sprache verfasst. Die englischsprachige Titelbezeichnung lautet „Said the Old Indian Chief“, was ins Deutsche übersetzt so viel wie „Sagte der alte Indianerhäuptling“ bedeutet. Die Musik wurde von Werner Scharfenberger komponiert, der Text von Peter Wehle geschrieben. Das Tempo beträgt 119 Schläge pro Minute. Die Tonart ist A-Dur. Musikalisch bewegt sich das Lied im Bereich des Schlagers. Inhaltlich geht es in dem Lied darum, dass sich ein Indianer darüber aufregt, dass ein „weißer Mann“ eine „Eisenbahn“ durch die „Prärie“ bauen will. Zuhause möchte der Indianer das „Kriegsbeil ausgraben“, wird jedoch von seiner Frau daran gehindert. Als der Indianer später wieder auf den „weißen Mann“ und die fertige Eisenbahn trifft, bietet dieser ihm an, ihn als „Kondukteur“ anzustellen. Aufgebaut ist das Lied auf vier Strophen und einem Refrain. Es beginnt mit der ersten Strophe, auf die erstmals der Refrain folgt. Dieser Vorgang wiederholt sich dreimal. Nach dem vierten Refrain endet das Lied. Im Hintergrund ist des Öfteren der Ausruf „Howgh“ zu hören. |

## Mitwirkende
| Liedproduktion - Gus Backus: Gesang - Gerhard Mendelson: Musikproduzent - Orchester Werner Scharfenberger: Orchester - Werner Scharfenberger: Dirigent, Komponist - Peter Wehle: Liedtexter | Unternehmen - Atlas-Musikverlag: Verlag - Neue Welt Musikverlag: Subverlag - Polydor: Musiklabel, Vertrieb - Schneider Hermann Bühnen-Musikalienverlag: Verlag |

## Rezeption

### Preise
1961 wurde Da sprach der alte Häuptling mit dem „Goldenen Löwen“ von Radio Luxemburg ausgezeichnet. Das Lied setzte sich dabei gegen Mit 17 fängt das Leben erst an (Ivo Robić) und Als ich ein kleiner Junge war (Peter Steffen) durch, die mit dem silbernen bzw. bronzenen Löwen ausgezeichnet wurden.

### Charts und Chartplatzierungen
Obwohl Da sprach der alte Häuptling nicht als eigenständige Single erschien, erreichte das Lied als B-Seite erstmals im Februar 1961 auf Rang 13 die deutschen Singlecharts. Im Folgemonat erreichte das Lied mit Rang drei seine beste Chartnotierung. Es musste sich lediglich Mit 17 fängt das Leben erst an von Ivo Robić und dem Spitzenreiter Ramona von den Blue Diamonds geschlagen geben. Im April 1961 platzierte sich das Stück nochmals auf Rang fünf und im Mai 1961 auf Rang 27, ehe es die Charts verließ. Da sprach der alte Häuptling platzierte sich somit vier Monatsausgaben in den deutschen Singlecharts, zwei davon in den Top 10. 1961 belegte das Lied Rang drei der deutschen Single-Jahrescharts und musste sich dabei nur Wheels von Billy Vaughn mit seinem Orchester und dem Spitzenreiter Babysitter-Boogie von Ralf Bendix & Klein-Elisabeth geschlagen geben.
Für Gus Backus als Interpreten avancierte das Lied nach Brauner Bär und weiße Taube und Wooden Heart (Muss i denn, muss i denn zum Städtele hinaus) zum dritten Charthit in Deutschland sowie zum zweiten Top-10-Hit nach Wooden Heart. Werner Scharfenberger erreichte in seiner Autorentätigkeit hiermit zum 16. Mal die deutschen Singlecharts. Es war sein bis dato siebter Top-10-Erfolg. Für Peter Wehle als Autoren wurde es zum ersten Charthit in Deutschland.
| ChartsChartplatzierungen | Höchstplatzierung | Monate |
| ------------------------ | ----------------- | ------ |
| Deutschland (GfK)        | 3 (4 Mt.)         | 4      |

| ChartsJahrescharts (1961) | Platzierung |
| ------------------------- | ----------- |
| Deutschland (GfK)         | 3           |

## Coverversionen (Auswahl)
| Deutschsprachig - 1961: Jimmy Fields - 1969: Jimmy Jackson (Album: Cowboys, Colts und Comanchen) - 1986: Klaus & Klaus (Album: Schwer ist der Beruf) - 1987: Die Roten Rosen – Medley (Album: Never Mind The Hosen – Here’s Die Roten Rosen) - 1988: Arno & Carlo (Album: Lumpeliedli – Bombestimmig! – Da steht ein Pferd auf’m Flur) - 1989: Mike Krüger – Lustig ist das Zigeunerschnitzel (Medley) - 1995: Erste Allgemeine Verunsicherung – Brauner Bär (Medley) (Album: Kunst Tour 95 – Live) - 2003: Duo Treibsand – Für Gaby tu ich alles (Medley) - 2005: Böttcher & Fischer – Häuptling - 2009: Willi Herren (Album: Greatest Hits) - 2012: Tom Astor (Album: Tom Astor’s Kinder-Country-Party) - 2014: Wildecker Herzbuben (Album: Sommer, Sonne, Herzilein) - 2022: Die jungen Zillertaler (Album: Tiroler Luft) | Instrumental - 2014: Captain Cook und seine singenden Saxophone (Album: Die große Westernparty) Estnisch - 1981: Artur Rinne & Emil Laansoo Ansambel – Viimane mohikaanlane Finnisch - 1961: Brita Koivunen – Viimeinen mohikaani - 1983: Sielun Veljet – Viimeinen mohikaani Norwegisch - 1961: Arne Bendiksen – Den siste mohikaner - 1992: Sigvart Dagsland – Den siste mohikaner Schwedisch - 1961: Little Gerhard – Den siste mohikanen |